# Eloykerk

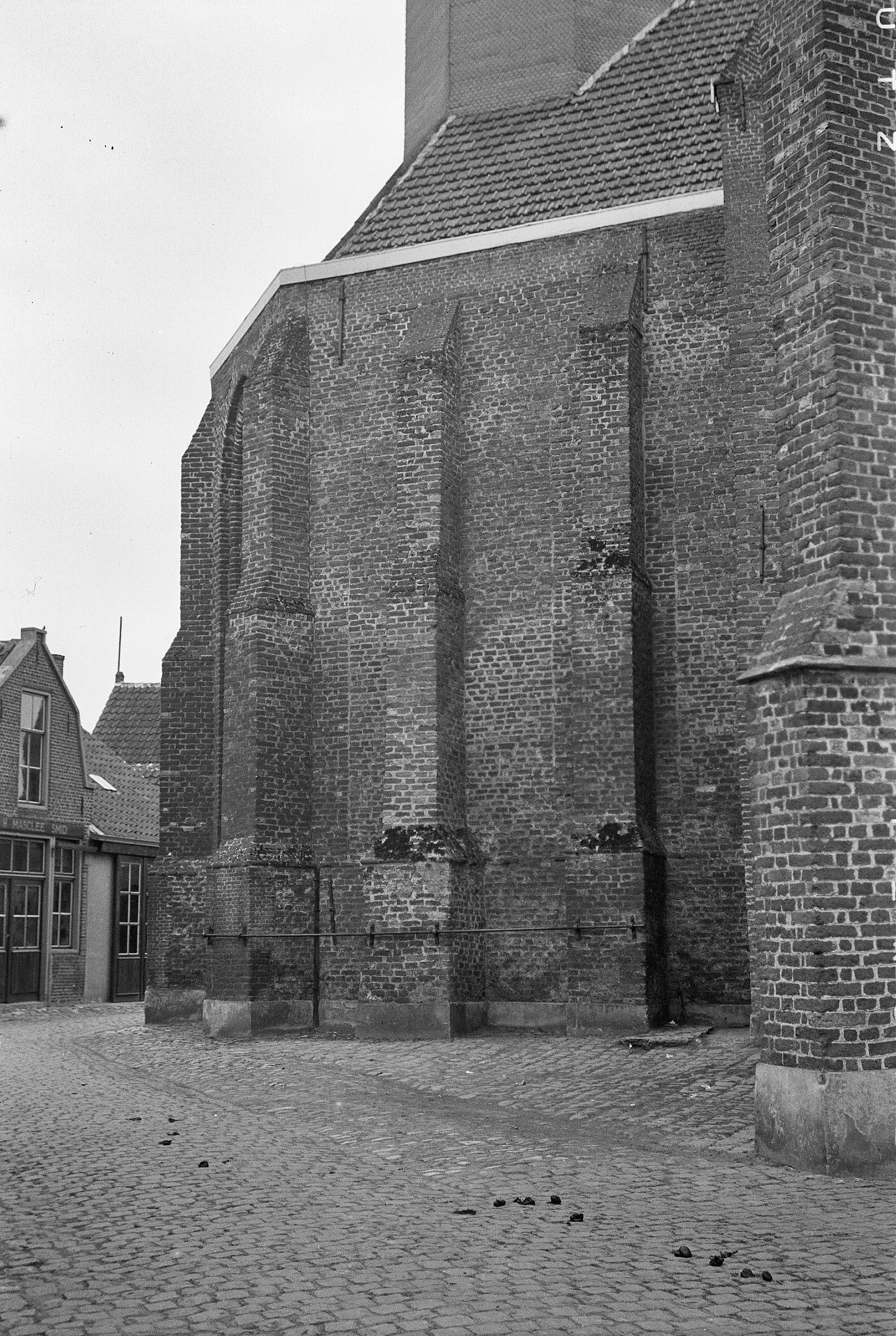
Koor

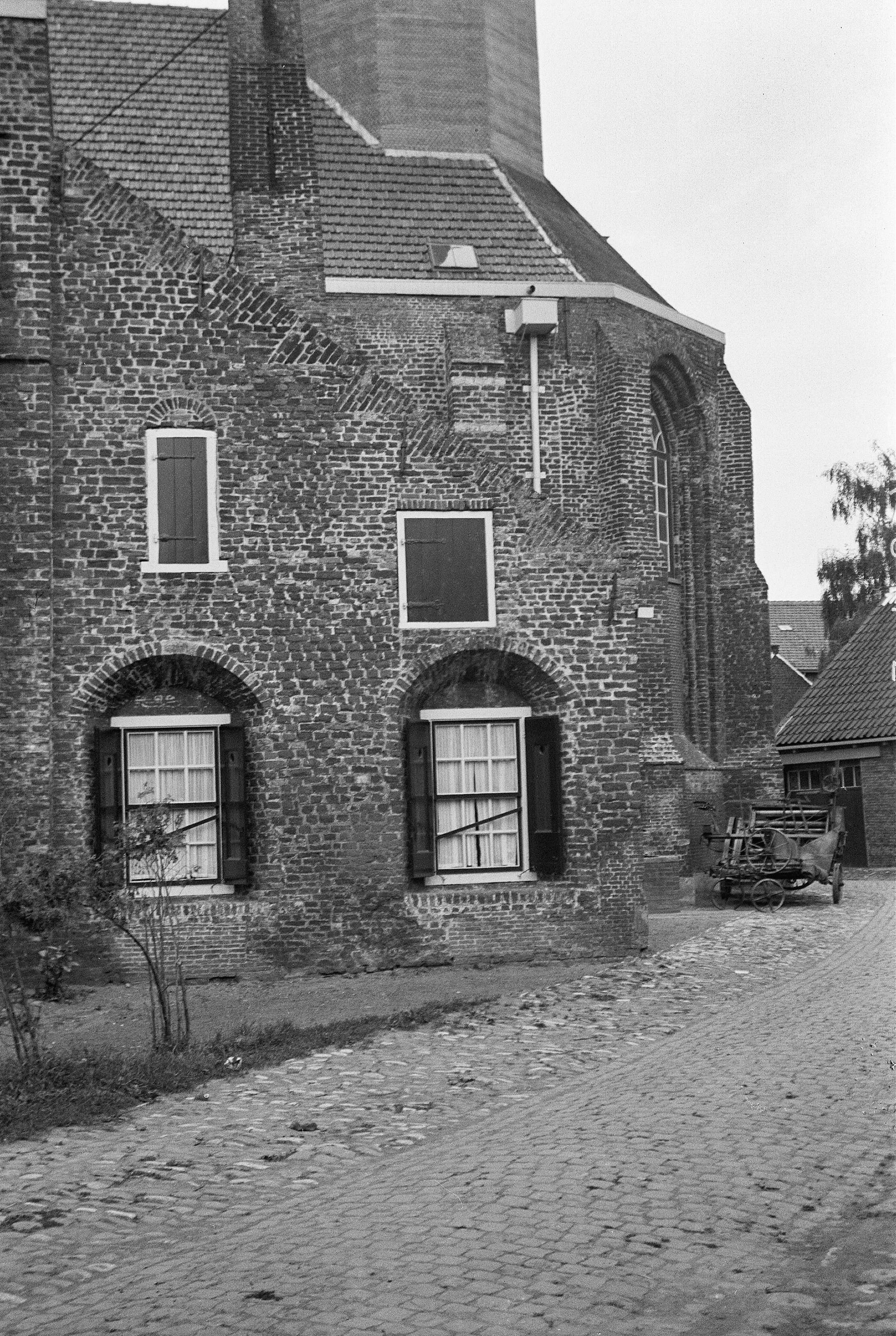
Koor

De Eloykerk is de voormalige hervormde kerk van de Nederlandse stad Oostburg.

## Geschiedenis
De stad Oostburg kende twee kerken: Een Sint-Bavokerk en een Sint-Eligiuskerk. De Sint-Bavokerk kwam in 1604, toen Prins Maurits de stad veroverde en met wallen versterkte, buiten de omwalling te liggen. De kerk verdween.
De Sint-Eligiuskerk had een voorganger, een romaanse kerk uit ongeveer 1200, waarvan in 1952 nog overblijfselen werden gevonden. Deze werd vervangen door een gotische kruiskerk, welke echter in de Tachtigjarige Oorlog grotendeels werd verwoest. Het dwarspand en het koor werden hersteld en vanaf 1606 fungeerde deze als hervormde kerk. De kerk stortte in in 1632, nadat erin de dag tevoren nog een dienst was gehouden. De kerk werd hersteld maar in 1714 brak brand uit ten gevolge van blikseminslag. In 1726 was de herbouw gereed: Een langwerpige kerk die dwars op het koor stond. De toren werd gesloopt en in 1732 werd een houten torentje op het koor geplaatst. In 1803 werd een achthoekig stenen torentje met twee boven elkaar liggende lantaarns geplaatst.
In 1944, tijdens de Slag om de Schelde, werd een groot deel van Oostburg, en ook deze kerk, door bombardementen verwoest. De hervormden hadden sinds 1946 de beschikking over een houten noodkerk aan de Gratamastraat, welke in 1957 werd gesloopt. In 1950 kwam een nieuwe hervormde kerk gereed, die als Eloykerk, later als Kerkpleinkerk, bekend stond.